# Anton Kehle
Temple de la renommée allemand : 1988
Anton "Toni" Kehle (né le 8 novembre 1947 à Füssen, mort le 24 septembre 1997 dans la même ville) est un ancien joueur professionnel allemand de hockey sur glace.

## Carrière
Anton Kehle fait toute sa carrière au EV Füssen. Avec cette équipe, il remporte le championnat d'Allemagne en 1965 (en tant que troisième gardien), 1968, 1969, 1971 et 1973. Avec l'équipe d'Allemagne, il est sélectionné pour 115 matchs. Il participe aux Jeux olympiques de 1972 et aux Jeux olympiques de 1976 où l'Allemagne remporte la médaille de bronze.
Il met fin à sa carrière d'abord en 1980 puis prolonge en 1981 et en 1982.

## Palmarès
- Champion d'Allemagne : 1965, 1968, 1969, 1971 et 1973.
- Médaille de bronze aux Jeux olympiques de 1976.